# Alchemilla lechleriana
Alchemilla lechleriana là loài thực vật có hoa trong họ Hoa hồng. Loài này được Griseb. mô tả khoa học đầu tiên năm 1879.